# Veatka, Putîvl
Veatka (în ucraineană В'ятка) este un sat în comuna Veazenka din raionul Putîvl, regiunea Sumî, Ucraina.

## Demografie
Componența lingvistică a localității Veatka
     Ucraineană (100%)
Conform recensământului din 2001, toată populația localității Veatka era vorbitoare de ucraineană (100%).